# Okres Kolobřeh
Okres Kolobřeh (Kołobrzeg; polsky Powiat kołobrzeski) je okres v polském Západopomořanském vojvodství. Rozlohu má 724,66 km² a v roce 2023 zde žilo 76 975 obyvatel. Sídlem správy okresu je město Kolobřeh.

## Gminy
Městská:
- Kolobřeh

Městsko-vesnická:
- Gościno

Vesnické
- Dygowo
- Kolobřeh
- Rymań
- Siemyśl
- Ustronie Morskie

## Města
- Gościno
- Kolobřeh

## Sousední okresy
| Růžice kompasu |         |                | Koszalin  | Růžice kompasu |
| Růžice kompasu | Gryfice | Sever          | Białogard | Růžice kompasu |
| Růžice kompasu | Gryfice | Okres Kolobřeh | Białogard | Růžice kompasu |
| Růžice kompasu | Gryfice | Jih            | Białogard | Růžice kompasu |
| Růžice kompasu | Łobez   | Łobez          | Świdwin   | Růžice kompasu |